# Испарительный охладитель

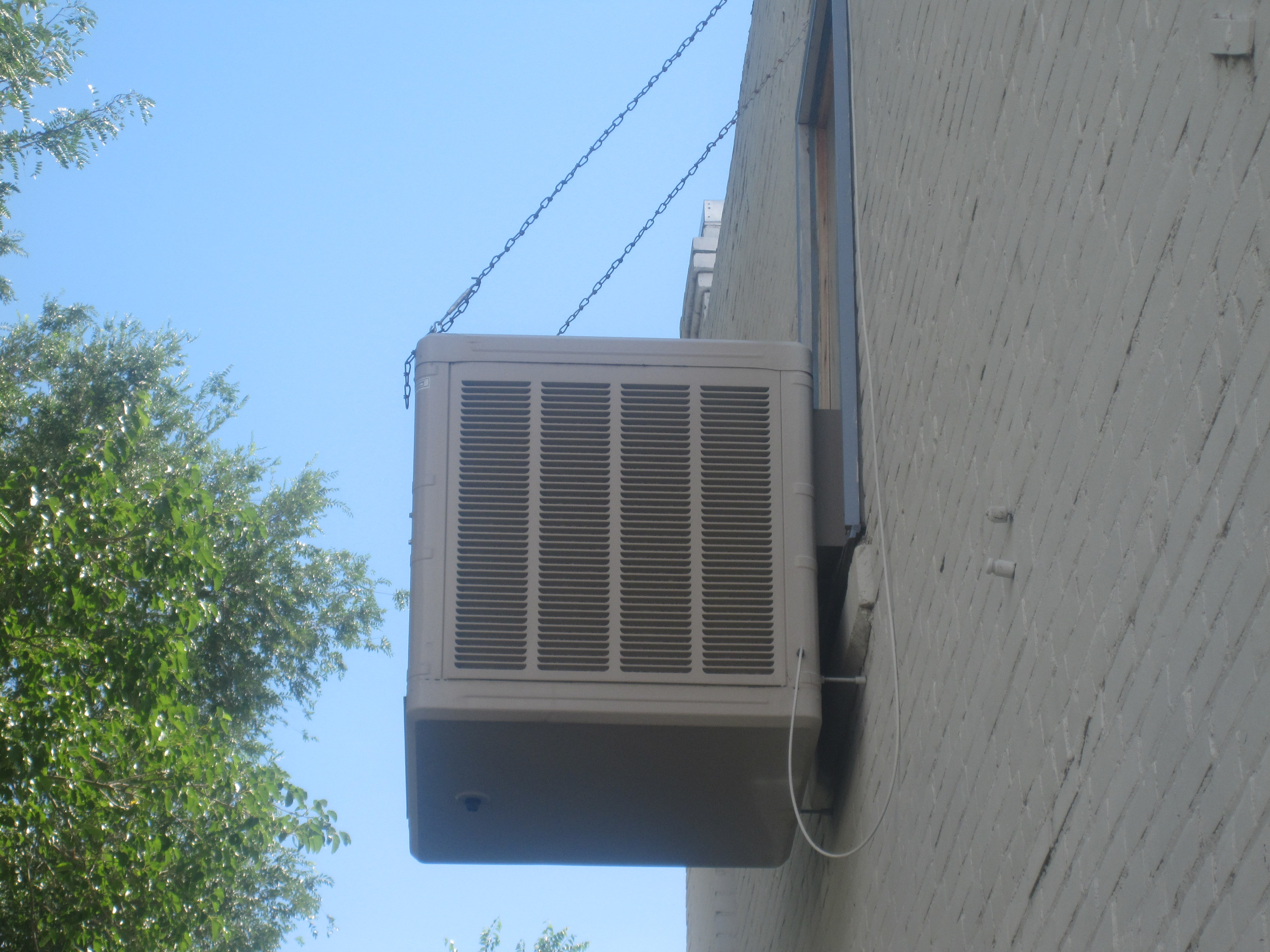
Испарительный охладитель, сфотографированный в Колорадо, используемый для экономичного охлаждения на западе США

Испарительный охладитель (также охладитель влажным воздухом, охладитель/кондиционер испарительного типа) — устройство, охлаждающее воздух с помощью испарения воды. Испарительное охлаждение отличается от обычных систем кондиционирования воздуха, использующих парокомпрессионный цикл или цикл абсорбционного охлаждения. В его основе лежит использование большой удельной теплоты испарения воды. Температура сухого воздуха может быть существенно снижена с помощью фазового перехода жидкой воды в пар, и этот процесс требует значительно меньше энергии, чем компрессионное охлаждение. В очень сухом климате испарительное охлаждение имеет также то преимущество, что при кондиционировании воздуха увеличивает его влажность, и это создаёт больше комфорта для людей, находящихся в помещении. Однако, в отличие от парокомпрессионного охлаждения, оно требует постоянного источника воды, и в процессе эксплуатации постоянно её потребляет.
Принципиальное отличие системы испарительного охлаждения от обычных систем — это работа, по умолчанию, на 100 % приточном, уличном воздухе, то есть идёт не только охлаждение, но и постоянная вентиляция обслуживаемого помещения. Для улучшения микроклимата в производственных помещениях, как правило, необходимо обеспечить высокую кратность воздухообмена с подачей в помещения свежего и чистого (очищенного) воздуха, по возможности охлаждённого. Для больших промышленных предприятий с большой кратностью воздухообмена применение классических систем охлаждения с холодильными машинами (чиллеры, компрессорно-конденсатные блоки) обуславливает экстремальные энергозатраты.
Существующий в США термин «болотный охладитель» (англ. swamp cooler), возможно, появился из-за запаха водорослей, производившегося первыми моделями аппаратов. Такие типы испарительных охладителей, как воздушная мойка и градирня, сконструированы не для жилых помещений, хотя и используют те же принципы, что и испарительный охладитель. Испарительный охладитель также может быть использован для увеличения эффективности больших систем кондиционирования (в охлаждении змеевиков)[уточнить].
Испарительное охлаждение особенно хорошо подходит для климатических зон с высокой температурой воздуха и низкой влажностью. Например, в США это такие города, как Денвер, Солт-Лейк-Сити, Альбукерке, Эль-Пасо, Тусон и Фресно, где распространены испарительные охладители и доступны большие объёмы воды.
Испарительное кондиционирование воздуха также хорошо подходит и достаточно популярно в южной (умеренной) части Австралии. В сухом, засушливом климате средства, необходимые для установки и эксплуатации испарительного охладителя, приблизительно на 80 % меньше, чем при установке классического кондиционирования воздуха. Тем не менее, испарительное и компрессионное охлаждение иногда используется совместно, для получения оптимальных результатов охлаждения воздуха. Некоторые испарительные охладители в отопительный сезон могут использоваться как увлажнители.
Кроме широкого употребления в сухом климате, существует много экономически-эффективных способов применения испарительного охлаждения в местах с умеренной влажностью. Его часто используют индустриальные предприятия, ресторанные кухни, прачечные, химчистки, теплицы, места с дополнительным охлаждением (доки, склады, заводы, строительные площадки, спортивные мероприятия, мастерские, гаражи и питомники), аграрные комплексы (птичники, свинарники, коровники). Во влажном климате испарительное охлаждение может иметь небольшое преимущество в температурном комфорте в сравнении с увеличением вентиляции. Только в тропических регионах встречается влажность выше 60 % в течение рабочего дня (с 11 до 16 часов), в период наибольшей температуры воздуха в течение суток, когда охлаждение действительно необходимо. На производственных объектах, при значительной внешней влажности (от 70 %, утром, вечером и ночью) охладители работают только на вентиляцию помещения, высокая кратность воздухообмена (подвижность воздуха) обеспечивает эффект охлаждения сама по себе.

## История
На протяжении веков цивилизации находили оригинальные методы борьбы со зноем на своих территориях. Ранняя форма охлаждающей системы, «ловец ветра» (Bâd gir), была изобретена много тысяч лет назад в Персии (Иран). Это была система ветряных валов на крыше, которые улавливали ветер, пропускали его через воду и задували охлаждённый воздух во внутренние помещения. В наши дни Иран заменил ловцов ветра на испарительные охладители (Coolere Âbi) и широко их использует. В центральном Иране насчитывается около 9 000 000 испарительных охладителей, и только за первые два месяца 1385 года по Персидско-Иранскому календарю (Апрель-Май 2006) в Иране было продано 130 000 таких аппаратов.
В США испарительный охладитель в двадцатом веке был объектом многочисленных патентов. Многие из них, начиная с 1906 года, предлагали использовать древесную стружку как прокладку, переносящую большое количество воды при контакте с движущимся воздухом, и поддерживающую интенсивное испарение. Стандартная конструкция, как показано в патенте 1945 года, включает водяной резервуар (обычно оснащённый поплавковым клапаном для регулировки уровня), насос для циркуляции воды через прокладки из древесных стружек, и вентилятор для вдувания воздуха через прокладки в жилые помещения. Эта конструкция и материалы остаются основными в технологии испарительных охладителей на юго-западе США. В этом регионе они дополнительно используются для увеличения влажности.
Испарительное охлаждение было распространено в авиационных двигателях 1930-х годов, например, в двигателе для дирижабля Beardmore Tornado. Эта система была использована для уменьшения или полного исключения радиатора, который в ином случае мог бы создать существенное аэродинамическое сопротивление. В этих системах вода в двигателе поддерживалась под давлением с помощью насосов, позволявших ей нагреваться до температуры более 100 °C, поскольку фактическая точка кипения зависит от давления. Перегретая вода распылялась через сопло на открытую трубу, где мгновенно испарялась, принимая её тепло. Эти трубы могли быть расположены под поверхностью самолёта для создания нулевого сопротивления. Однако, эти системы имели и серьёзные недостатки. Поскольку для охлаждения воды было необходимо большое количество труб, система охлаждения занимала много места в самолёте, даже будучи скрытой. При этом возникали вопросы сложности и надёжности. В дополнение к большим размерам, эту систему было легко вывести из строя вражеским огнём и практически невозможно бронировать. Вместо этого, английские и американские авиаконструкторы начали использовать в охлаждающих радиаторных системах этиленгликоль. Немцы стали использовать стандартные обтекаемые радиаторы. Даже наибольшие сторонники этого метода, Heinkel и Günter brothers, прекратили его использование в 1940 году.
Внешние приборы испарительного охлаждения устанавливались на некоторые автомобили для охлаждения салона. Зачастую они продавались как дополнительные аксессуары. Использование приборов испарительного охлаждения в автомобилях продолжалось до тех пор, пока не приобрело широкое распространение парокомпрессионное кондиционирование воздуха.
Новый период развития испарительного охлаждения начался с изобретением в 1976 году в СССР и последующим внедрением в мире цикла Майсоценко, М-цикла. Практически все, что написано в этой статье про испарительное кондиционирование, относится к прямому испарительному охлаждению. Более современные системы используют непрямое (косвенное) охлаждение в конструкции которого предусмотрены влажные и сухие каналы, дающие возможность охлаждения до температуры влажного термометра. Самым совершенным является регенеративное косвенное испарительное охлаждение, именно оно сейчас называется М-циклом. Реализованные на его основе кондиционеры за счет испарения воды способны охлаждать воздух до температуры точки росы, но при этом обеспечить 10тикратное снижение энергопотребления, выбросов углерода и стоимости (по сравнению с традиционным парокомпрессионным охлаждением). В 2020 году создано новое третье поколение технологий цикла Майсоценко, которое в два раза эффективнее по снижению потребления энергии и в 5 раз — по уменьшению потребления воды. На основе новой технологии М-цикла продемонстрирован эффект, когда воздух охлаждается с температуры выше 100 градусов Цельсия за счет испарения воды — вода при этом превращаться в газообразное состояние при атмосферном давлении, но не кипит.

## Физические принципы
Охлаждение при испарении — это физический феномен, при котором испарение жидкости в окружающий воздух охлаждает объект или контактирующую с ним жидкость.
Скрытая теплота, количество теплоты, необходимое для испарения жидкости, берётся из окружающей среды. При изучении испарения воды влажный термометр сравнивается с сухим, полученное значение соответствует потенциалу охлаждения при испарении. Чем больше разница двух температур, тем больше эффект охлаждения. Если температура одинаковая, то испарения воды в окружающую атмосферу не происходит, соответственно, нет и охлаждающего эффекта.
Простым примером природного испарительного охлаждения является потоотделение, при этом тело выделяет пот для собственного охлаждения. Количество передаваемой теплоты зависит от уровня испарения, на каждый килограмм испарённой воды передаётся 2257 кДж (при температуре 35 °С). Уровень испарения зависит от влажности и температуры окружающего воздуха, поэтому в жаркие влажные дни пот накапливается на теле. Выделившийся в таких условиях пот не может испариться.
Принцип испарительного охлаждения отличается от того, на котором работают аппараты парокомпрессионного охлаждения, хотя они также требуют испарения (испарение является частью системы). В парокомпрессионном цикле после испарения хладагента внутри испарительного змеевика охлаждающий газ сжимается и охлаждается, под давлением конденсируясь в жидкое состояние. В отличие от этого цикла, в испарительном охладителе вода испаряется только один раз. Испарённая вода в охладительном приборе выводится в пространство с охлажденным воздухом. В градирне испарившаяся вода уносится потоком воздуха.

## Применение
Испарительное охлаждение в силу своей дешевизны и низкой энергозатратности является распространенным способом охлаждения помещений для поддержания температурного комфорта. Испарительное охлаждение требует постоянного источника воды для испарения, и в быту без полного отвода поступающего свежего, охлажденного воздуха эффективно только при низкой относительной влажности. Вместе с тем в промышленности использование 100 % уличного воздуха и обеспечение постоянной вентиляции является дополнительным достоинством данной системы.
Чтобы эффективность системы не снижалась, она должна иметь возможность отведения всего поступающего свежего воздуха, иначе испарительное охлаждение существенно поднимает уровень влажности, что может вызвать такие проблемы, как кристаллизация соли, разбухание деревянных панелей, дверей и отделки, расстройство пианино или внутреннюю ржавчину.
Применение этого типа охлаждения очень распространено в криогенике. Из резервуара с криогенной жидкостью постоянно откачивается пар, и жидкость непрерывно испаряется до тех пор, пока поддерживается существенное насыщение пара. Испарительное охлаждение с помощью обычного гелия в сосуде 1-К, может опустить температуру до, как минимум, 1,2 K. Испарительное охлаждение с помощью гелия-3 может обеспечить температуру ниже 300 mK. Эти технологии могут быть использованы для создания криоохладителей, и как компонент систем низкотемпературного криостата (таких как рефрижераторы растворения). При падении температуры падает и насыщение пара над жидкостью, после чего охлаждение становится менее эффективным. Это явление устанавливает нижнюю границу температуры достижимую для данной жидкости.
Хотя автоматические космические аппараты почти полностью используют тепловое излучение, в коротких миссиях многие пилотируемые космические аппараты применяли испарительное охлаждение. Примеры включают Спейс шаттл, модуль Аполлон, лунный модуль и первичную систему жизнеобеспечения использовавшуюся в программе Аполлон. На Аполлоне CSM и Спейс шаттл также были установлены радиаторы, а система шаттл могла испарять аммиак также как и воду. Космический аппарат Аполлон использовал очиститель, небольшое пассивное устройство, которое сбрасывало лишнее тепло в водяной пар и выдувало его в космос. Когда жидкая вода помещается в вакуум, она начинает интенсивно кипеть, унося достаточно тепла чтобы заморозить оставшуюся, образовавшийся лёд накрывал очиститель, и автоматически регулировал питающий поток воды с тепловой нагрузкой. При этом использовалась вода, которая остаётся от топливных элементов работающих на многих пилотируемых космических аппаратах для производства электроэнергии.

## Конструкции испарительных охладителей
Все конструкции испарительных охладителей используют то преимущество, что вода имеет одну из наибольших известных энтальпий парообразования (удельную теплоту испарения).

Иллюстрация испарительного охлаждения

Прямое испарительное охлаждение (открытый цикл) используется для снижения температуры воздуха с помощью удельной теплоты испарения, изменяя жидкое состояние воды на газообразное. В этом процессе энергия в воздухе не меняется. Сухой тёплый воздух заменяется на прохладный и влажный. Тепло внешнего воздуха используется для испарения воды.
Непрямое испарительное охлаждение (закрытый цикл) — процесс, похожий на прямое испарительное охлаждение, но использующий определённый тип теплообменника. В этом случае влажный охлаждённый воздух не контактирует с кондиционируемой средой.
Двухстадийное испарительное охлаждение, или непрямое/прямое. Традиционные испарительные охладители используют только часть энергии, необходимой аппаратам парокомпрессионного охлаждения или системам адсорбционного кондиционирования. Они повышают влажность воздуха до дискомфортного уровня (за исключением очень сухих климатических зон). Двухстадийные испарительные охладители не повышают уровень влажности настолько, насколько это делают стандартные одноступенчатые испарительные охладители. 
На первой стадии двухстадийного охладителя тёплый воздух охлаждается непрямым путём без увеличения влажности (с помощью прохождения через теплообменник, охлаждаемый испарением снаружи). В прямой стадии предварительно охлаждённый воздух проходит через пропитанную водой прокладку, дополнительно охлаждается и становится более влажным. Поскольку в процесс включена первая, предохлаждающая стадия, на стадии прямого испарения необходимо меньше влажности для достижения требуемых температур. В результате, по словам производителей, процесс охлаждает воздух с относительной влажностью в пределах 50 — 70 %, в зависимости от климата. Для сравнения — традиционные системы охлаждения повышают влажность воздуха до 70 — 80 %.
Регенеративное непрямое испарительное охлаждение, или цикл Майсоценко, М-цикл (Maisotsenko Cycle, M-Cycle). Изобретенный и запатентованный в 1976 году процесс испарительного охлаждения является технологическим прорывом и позволяет охлаждать газы (воздух) и жидкости (воду) до температуры точки росы внешнего воздуха без увеличения влажности продуктового воздуха. Автором является бывший советский (в настоящее время — американский) ученый и изобретатель, доктор и профессор Валерий Степанович Майсоценко. Важной особенностью цикла Майсоценко является рост холодопроизводительности при росте температуры внешнего воздуха и возможность уменьшения размеров бытовых испарительных кондиционеров до масштабов портативного и индивидуального аппарата. М-цикл реализован в серийно выпускаемых кондиционерах первого (бренд Climate Wizard) и второго поколения (Coolerado). Летом 2020 года исследовательской командой цикла Майсоценко создан промышленный образец — прототип третьего поколения Gen3, который улучшает показатели Coolerado на 50 % по снижению энергопотребления, в 2 раза по уменьшению падения давления и в 10 раз по доступности в стоимости.

### Стандартная конструкция
Стандартно бытовые и промышленные охладители используют прямое испарительное охлаждение и могут быть описаны как закрытые металлические или пластиковые корпуса с вентилируемой стороной, содержащей вентилятор, электрический мотор со шкивом или осевой вентилятор с прямым приводом, а также водный насос для увлажнения испарительных прокладок. Аппарат может монтироваться на крыше здания (нисходящий поток) или на наружных стенах и окнах (горизонтальный поток). С целью охлаждения вентилятор засасывает воздух через боковые отверстия и проводит его через влажные прокладки. Теплота воздуха испаряет воду из прокладок, которые постоянно увлажняются для продолжения процесса охлаждения. В дальнейшем охлаждённый и влажный воздух распространяется по зданию через вентиляцию в крыше или стенах. 
Поскольку охлаждённый воздух вдувается снаружи, в помещении должны присутствовать вытяжные отверстия, чтобы выпускать поток воздуха обратно. Воздух должен проходить через систему только один раз, в ином случае охлаждающий эффект снизится. Это связано с достижением точки насыщения воздуха. Зачастую в помещениях обслуживаемых испарительными охладителями происходит около 15 смен воздуха за час (ACHs).

#### Охлаждающие прокладки
Традиционно прокладки состоят из древесной стружки (волокон осиновой древесины), находящейся внутри специальной сетки. Но новые, более современные материалы, такие как некоторые пластики или меламиновая бумага, получают всё большее употребление в роли наполнителей для охлаждающих прокладок. Древесина поглощает некоторое количество воды, что позволяет древесным волокнам охлаждать проходящий через них воздух сильнее, чем некоторые синтетические материалы.

### Градирни

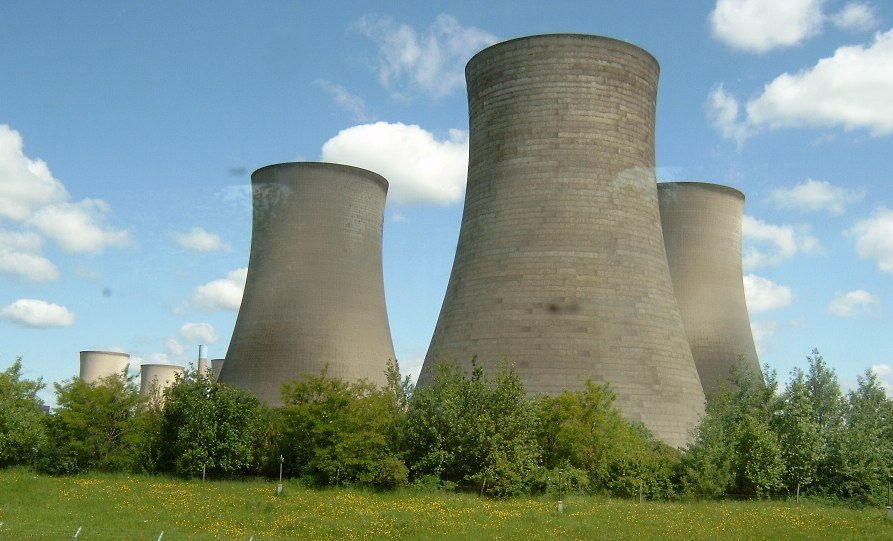
Градирни башенного типа

Градирни — строения для охлаждения воды или другой рабочей жидкости до температуры окружающей среды (по смоченному термометру). Градирни (кроме сухих) используют принцип испарительного охлаждения, но оптимизированы для охлаждения воды, а не воздуха. Градирни часто можно встретить в больших индустриальных районах, возле тепловых и атомных электростанций, металлургических, нефтеперерабатывающих и химических предприятий, электроподстанций (охлаждение мощных трансформаторов с жидкостными теплообменниками и синхронных компенсаторов), дата-центров, и могут быть башенного (брызгального), эжекционного или вентиляторного типа. Они предназначены для передачи тепла от охладителей производственных процессов (например цикла Ренкина), в окружающую среду.
До недавнего времени технологическим пределом охлаждения воды в градирнях считалась температура влажного термометра внешнего воздуха. В июле 2015 года Научно-исследовательский институт электроэнергетики (EPRI, США) провел тестирование и доказал: в градирнях на основе цикла Майсоценко, М-цикла вода охлаждается до точки росы внешнего воздуха. Этот технологический прорыв опубликован в докладе «Development Of Advanced Dew-Point Cooling Fill Concept For Power Plants Through The Maisotsenko Cycle» (Создание передовой концепции насадки для градирни электростанции на основе цикла Майсоценко).
В настоящее время исследовательской командой цикла Майсоценко получены патенты и оформлены патентные заявки с подробным описанием концептуальных технологий и инноваций М-цикла в области охлаждения воды. В патентах и заявках описаны инновации, включая применение десикантов (осушителей воздуха) в случае полного отсутствия воды для охлаждения или с производством дистиллированной воды; повторное использование воды, включая морскую или засоленную; формирование встречных потоков; работу в оптимальных режимах днем и ночью (без систем аккумулирования энергии); реализацию испарительного конденсатора; использование псевдоожиженного слоя вместо испарительных пластин; описание нового испарительного материала.

### Системы охлаждения испарительного типа (туманообразования)

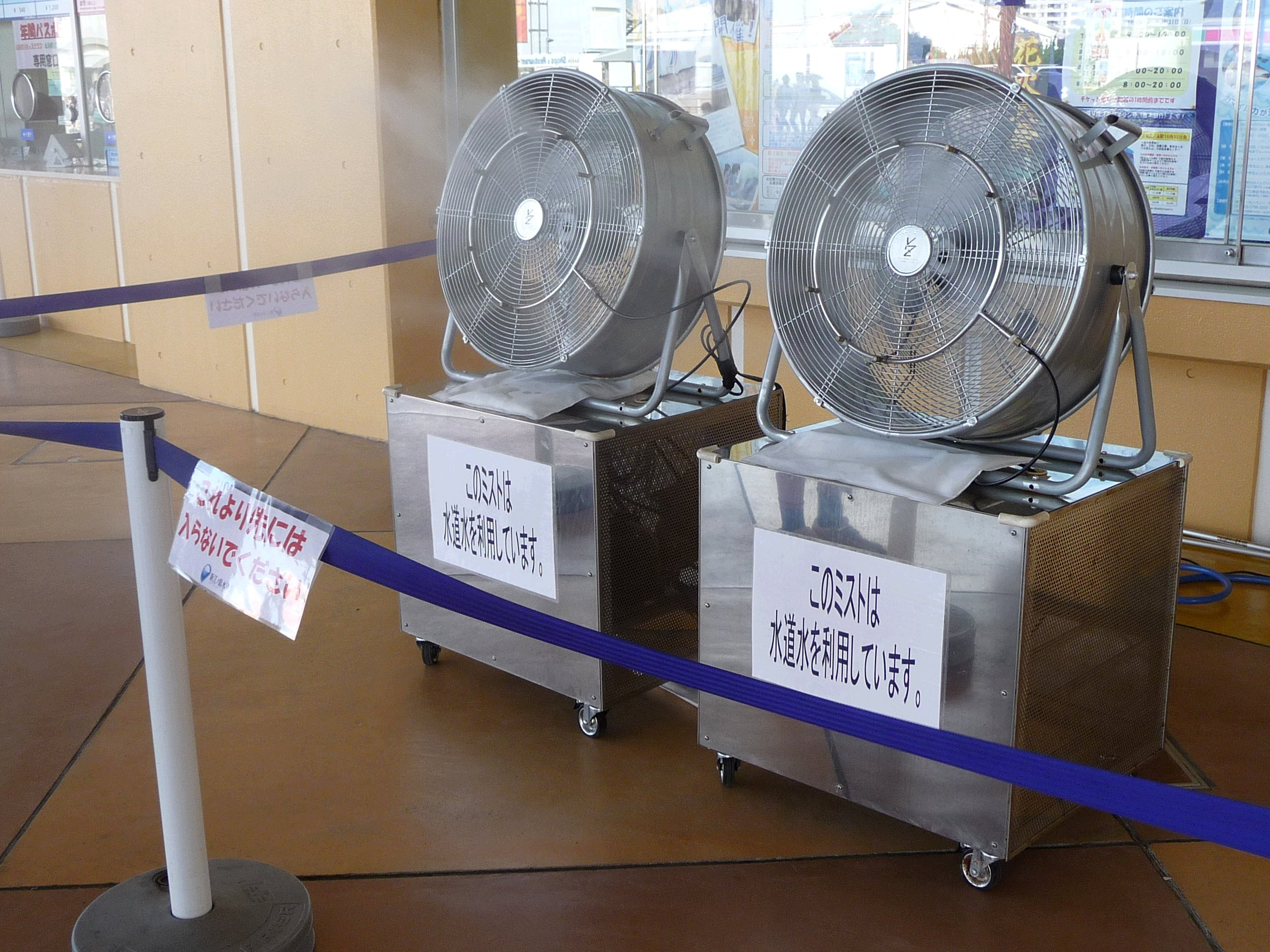

Система охлаждения испарительного типа (туманообразования) работает прокачивая воду под большим давлением через насос и систему стальных или латунных труб с насадками для распыления имеющими отверстия около 5 микрометров. Таким образом происходит микрораспыление. В качестве альтернативы возможно использование ультразвуковых пьезоэлектрических мембран, не требующих насоса, создающего большого давления, зачастую приборы с ультразвуковым распылителем и вовсе являются портативными. Капли воды, создающие такой туман, настолько малы, что они мгновенно испаряются. Мгновенное испарение может за секунды понизить температуру окружающего воздуха на 20 C°. Для оптимального охлаждения террасных систем лучше всего создать линию туманообразования на высоте приблизительно от 2,4 до 3,0 м. Оно используется для ухода за клумбами, скотом, его применяют для контроля запахов. Туманообразование используется в зоопарках, ветеринарных клиниках, в скотоводстве и птицеводстве, в теплицах и оранжереях, на открытых пространствах (таких как террасы, веранды).

#### Вентиляторы для систем охлаждения испарительного типа (туманообразования)
Вентилятор для туманообразования похож на увлажнитель. Это вентилятор, выдувающий туман в воздух. Если воздух не слишком влажный, вода испаряется, понижая его температуру, в результате этого такой вентилятор работает как кондиционер. Вентилятор для туманообразования может использоваться на открытом пространстве, особенно в местности с сухим климатом.
Системы туманообразования — это процесс создания благоприятного микроклимата и пылеподавления с помощью искусственного тумана. Искусственный туман применяется в различных сферах и стал неотъемлемой частью как в быту, так и на производстве.
Туманообразующие вентиляторы бывают двух видов:
 — стационарные;
 — автономные мобильные;
— портативные персональные, с ультразвуковым распылителем.
Для автономного использования, мобильного и локального применения, а также при отсутствии источника воды используются передвижные туманообразующие установки вентиляционного типа. Мобильные передвижные вентиляторы оснащены кольцами с накрученными на них форсунками, встроенным насосом высокого давления, фильтром механической очистки и резервуаром для воды, который обеспечивает от 3 до 5 часов автономной работы в зависимости от модели и выбранного режима.
Передвижная система при помощи водяной мелкой дисперсии под давлением от 60 до 80 атмосферер и подаваемого вентилятором воздушного потока способна понижать температуру окружающей среды на площади действия до 70 м². Стационарные вентиляторы состоят из колец с форсунками, подводящей трубы, насоса и вентиляторов на стойках либо консолях. Консоли крепятся на стену и могут быть как поворотные, так и не поворотные. Насос, как правило, устанавливается в любом приспособленном месте и подаёт через нейлоновую трубу под высоким давлением водяную мелкую дисперсию на вентилятор.
Стационарный туманообразующий вентилятор способен покрыть ту же площадь, что и мобильный.
Портативный вентилятор-туманообразователь с ультразвуковым распылителем охлаждает небольшие объемы воздуха, стоит недорого и легко переносится с собой, зачастую имеет питание от аккумуляторных батарей, является оптимальным решением для небольших помещений, пикников, палаток и т.п., в последнее время такие приборы стали популярными и продаются в больших количествах.
Области применения систем тумана:
— Создание благоприятного микроклимата на открытых территориях: городских площадях, парках, площадок ресторанов и кафе, аквапарках, беседках, верандах, террасах;
— Пылеподавление: в портах, покрасочных цехах, камнедробилках, в местах с безнапорным потоком, на карьерах и ГОКах, складах, шахтах погрузочно-разгрузочных трапах, на конвейерных лентах, в местах разгрузки ж.д. и автотранспорта;
— Сельское хозяйство: теплицы, грибницы, оранжереи, зимние и летние сады;
— Животноводство: птицефермы, свинофермы, конефермы, собачьи питомники;
— Охлаждение прилавков супермаркетов: рыбы и морепродуктов, мяса, овощей и фруктов, зелени;
— Кондиционирование: предварительное охлаждение блоков кондиционеров, чиллеров;
— Деревообрабатывающая промышленность: обработка и хранение древесины, производство в мебельных и лакокрасочных цехах;
— Медицина: создание микроклимата на складах лекарственных препаратов;
— Текстильное производство;
— Прядильные цеха, склады готовой продукции;
— Производственные помещения типографий: изготовление и хранение бумаги;
— Винные погреба;
— Борьба с пылью, комарами, насекомыми.

## Производительность
Понимание производительности испарительного охлаждения требует понимания психрометрии. Производительность испарительного охлаждения динамично связана с начальной температурой и уровнем влажности. Бытовой охладитель охлаждает воздух на 3-4 C° по влажному термометру.
Достаточно просто рассчитать производительность охладителя по стандартной погодной сводке. Поскольку обычно погодная сводка содержит точку росы и относительную влажность, но не включает температуры по влажному термометру, для её определения необходимо использовать психрометрический график. Если температуры по влажному и сухому термометру известны, определение производительности охладителя (или температуры выходящего из охладителя воздуха) будет следующим:
TLA = TDB — ((TDB — TWB) x E)
TLA = Температура выходящего воздуха
TDB = Температура по сухому термометру
TWB = Температура по влажному термометру
E = Эффективность испаряющего наполнителя.
Эффективность испаряющего наполнителя обычно находится между 80 % и 90 %, и со временем падает совсем не много. Стандартные осиновые наполнители используемые в бытовых испарительных приборах имеют около 85 % эффективности. Наполнители типа CELdek обладают эффективностью в 90 % (и больше, в зависимости от влажности). Такой тип наполнителей чаще используется на больших коммерческих и производственных объектах. 
Например, в Лас Вегасе (Невада) в обычный день температура 108 °F DB/66 °F WB и около 8 % относительной влажности, расчет выходящей из бытового охладителя температуры был бы таким:
TLA = 108° — ((108° — 66°) x 85 % эффективность)
TLA = 72,3 °F
Для измерения производительности может быть использован один из двух методов:
- Использовать психрометрический график для расчета температуры по влажному термометру;
- Применить эмпирический расчет который предполагает что температура по влажному термометру приблизительно равна температуре среды, минус одна треть разницы между температурой среды и точкой росы. К предыдущему случаю, прибавить 6-8 F°, как описано ниже.

Представленные примеры показывают эту связь:
- При 32 °C (90 °F) и 15 % относительной влажности, воздух может быть охлаждён до 16 °C (61 °F). Точка росы в этих условиях 2 °C (36 °F);
- При 32 °C (90 °F) и 50 % относительной влажности, воздух может быть охлаждён до 24 °C (75 °F). Точка росы в этих условиях 20 °C (68 °F);
- При 40 °C (104 °F) и 15 % относительной влажности, воздух может быть охлаждён до 21 °C (70 °F). Точка росы в этих условиях 8 °C (46 °F).

(Примеры охлаждения взяты из публикации the June 25, 2000 Университета Айдахо, «Homewise»).
Из-за того, что испарительные охладители имеют наибольшую производительность в сухих условиях, они широко используются и наиболее эффективны в засушливых, и пустынных регионах, таких как юго-запад США и северная Мексика.
Это же уравнение показывает причину по которой испарительные охладители имеют ограниченную применимость в среде с высокой влажностью: например в жаркий августовский день в Токио может быть 30 °C, 85 % относительной влажности, и давление 1,005 hPa. Из этого следует, что точка росы равна 27,2 °C и температура по влажному термометру 27,88 °C. Соответственно приведённой выше формулы, при эффективности 85 % воздух может быть охлаждён только до 28,2 °C, что делает этот метод совершенно непрактичным.

## Сравнение с методом парокомпрессионного кондиционирования воздуха
Сравнение испарительного охлаждения и парокомпрессионного кондиционирования воздуха:

### Преимущества
Менее затратная установка
- Расчетная стоимость установки составляет около половины средств необходимых для установки централизованной системы кондиционирования воздуха.[9]

Меньше затрат в эксплуатации
- Ориентировочно, эксплуатационные расходы составляют ¼ от затрат при парокомпрессионном кондиционировании
- Энергия необходима только для работы вентилятора и водного насоса. Поскольку вода не рециркулирует, в системе нет компрессора, который потребляет большую часть энергии при охлаждении в закрытом цикле.
- Охлаждающим агентом является вода, а не такие хладагенты как диоксид серы или CFCs, которые могут быть токсичны, дороги в утилизации и опасны для озонового слоя. Такие хладагенты являются объектом строгого лицензирования и экологического контроля.

Простота в эксплуатации
- В большинстве базовых испарительных охладителей есть только две механические части — мотор и насос, они обе дёшево ремонтируются, зачастую просто путём механической очистки.

Вентиляция воздуха
- Большой и постоянный поток воздуха через помещения кардинально уменьшает время пребывания воздуха в здании.
- Испарительное охлаждение увеличивает влажность. В сухом климате, это может увеличить комфортность и уменьшить проблему статического электричества.
- При надлежащем содержании аппарат сам по себе работает как эффективный воздушный фильтр. Он может удалять из воздуха различные загрязнения, включая городской озон. Парокомпрессионное кондиционирование воздуха теряет эту способность в случае недостаточной влажности воздуха для стекания конденсата.
- Фундаментальным преимуществом этой системы является то, что эффективность охлаждения растет с ростом температуры окружающей среды. Обеспечивается максимальная разница температур 4-5°С которая является оптимальной для человека. Обеспечение большей разницы температур в свою очередь вызывает температурный шок для организма человека при перемещении из охлаждаемого помещения с улицей, который в свою очередь ведет к простудным заболеваниям.

### Недостатки
Производительность
- В условиях высокой влажности у испарительного охладителя уменьшается охлаждающая способность.

Не может функционировать как осушитель. Традиционные кондиционеры удаляют влагу из воздуха (за исключением очень сухих мест установки, где рециркуляция может привести к увеличению влажности). Испарительное охлаждение добавляет влагу, а в сухом климате, сухость воздуха может улучшать температурный комфорт при высоких температурах.
Комфорт
- Воздух из испарительного охладителя зачастую содержит 80-90 % относительной влажности. Очень влажный воздух снижает уровень испарения влаги с кожи, носа, лёгких и глаз.
- Высокая влажность усиливает коррозию, особенно в присутствии пыли. Это явление может значительно сократить срок службы электроники и другого оборудования.
- Высокая влажность вызывает конденсацию, которая может стать серьезной проблемой (например, при наличии электрического оборудования, компьютеров, книг, старого дерева).

Вода
- Испарительные охладители требуют постоянного источника воды для смачивания прокладок.
- Вода, содержащая минералы, оставляет кристаллы соли на прокладках и внутренностях охладителя. Промывка системы (чистка насоса) может уменьшить эту проблему. Такие кристаллы могут образовываться внутри прокладок. В зависимости от типа и концентрации этих минералов, возможны определённые риски для безопасности при замене таких прокладок.
- Линии подачи воды может понадобиться защита от замерзания в зимний сезон. Сам охладитель необходимо периодически осушать, чистить и менять прокладки.

Общие замечания
- При недостаточной фильтрации с потоком воздуха в помещения могут проникать различные запахи или другие внешние загрязнители.
- Болеющим астмой стоит остерегаться помещений с плохо эксплуатируемым оборудованием испарительного охлаждения.
- Для предотвращения коррозии испарительного охладителя может понадобиться гальванический анод.
- Стружка в сухой прокладке охладителя может загореться даже от небольшой искры.

## Другие ссылки
- Holladay, April. A swamp cooler cools air by evaporation. WonderQuest Weekly Q&A science column. USAToday.com (2001). Дата обращения: 14 июля 2006. Архивировано 22 сентября 2012 года.
- PATH Tech Inventory: Two Stage Evaporative Cooler
- Evaporative cooling simulation
- Coolerado indirect evaporative cooling
- Air Conditioning Repair Self Help Air Conditioning Repair